# Murowana Goślina
Murowana Goślina è un comune urbano-rurale polacco del distretto di Poznań, nel voivodato della Grande Polonia.

## Geografia fisica
Ricopre una superficie di 172,08 km² e nel 2004 contava 15 528 abitanti.